# Split (Veröffentlichung)
Als Split bezeichnet man Musikveröffentlichungen, bei denen auf einem Tonträger zwei Interpreten mit ihren Liedern oder seltener Coverversionen von Songs des jeweils anderen Interpreten zu hören sind. Auch Split-Veröffentlichungen von mehr als zwei Interpreten sind möglich (diese werden dann „3-Way-Split“, „4-Way-Split“ usw. genannt), jedoch selten. Gelegentlich werden Demos als Split veröffentlicht, um Produktionskosten zu senken. Es gibt jedoch auch Split-Veröffentlichungen, welche gewöhnlich produziert und veröffentlicht werden.
Ein berühmtes Beispiel für eine Split-Single ist With a Little Help from My Friends von Wet Wet Wet zusammen mit She’s Leaving Home von Billy Bragg with Cara Tivey. Diese Split-Single wurde 1988 ein Nummer-eins-Hit in England.
Bei Schallplatten oder Kassetten ist es üblich, jede Seite mit dem Material eines der Interpreten zu bespielen. Bei CDs sind die Lieder meist hintereinander auf einer CD angeordnet, so dass zuerst die Lieder der ersten, danach etwa gleich lang die Lieder der zweiten Band zu hören sind. Es gibt jedoch auch Split-Veröffentlichungen, auf denen sich die Interpreten jeweils abwechseln. Manchmal stehen Split-Veröffentlichungen unter einer Art gemeinsamer Überschrift. In den häufigsten Fällen ist die Musik der Interpreten nicht allzu verschieden, so dass der Tonträger insgesamt eine gleichbleibende Atmosphäre besitzt.
Split-Veröffentlichungen sind insbesondere in Genres, die vom Mainstream abweichen, beliebt, da hier wegen des verhältnismäßig kleinen Marktes mehr auf Wirtschaftlichkeit geachtet werden muss. Des Weiteren zollen sich die Interpreten eine Art gegenseitigen Tribut, indem sie die Musik des anderen Interpreten indirekt als ebenbürtig oder hörenswert darstellen. Außerdem kommt es Werbung für den jeweils anderen Interpreten gleich.
Weiterhin gibt es EPs, auf denen ebenfalls zwei oder mehr Interpreten vertreten sind. Diese nennen sich Split-EPs. Einige Labels, die Split-EPs in Serien produzieren, sind zum Beispiel BYO Records und Jade Tree Records. Da mehrere Interpreten auf einer Split-EP vertreten sind, kann es vorkommen, dass mehr Titel auf einem Tonträger zu finden sind, als es für eine EP typisch ist. Diese werden dann wiederum als Split-LP oder -CD bezeichnet. Auch Bootlegs werden gelegentlich als Splits veröffentlicht.
Beispiele für Split-Veröffentlichungen:
BYO-Split Series:
- Vol.1: Hot Water Music/Leatherface
- Vol.2: Swingin’ Utters/Youth Brigade
- Vol.3: NOFX/Rancid
- Vol.4: Bouncing Souls/Anti-Flag
- Vol.5: Alkaline Trio/One Man Army

Jade Tree Split Series:
- Good Riddance/Kill Your Idols
- Songs: Ohia/My Morning Jacket
- Alkaline Trio/Hot Water Music

Split-Alben:
- Spirit Orgaszmus of Jeronimo and Creedence Clearwater Revival (Split-LP auf rosa Vinyl, 1970)
- Zwitschermaschine/Schleim-Keim: DDR von unten
- Necromantia/Varathron: The Black Arts/The Everlasting Sins

Split-Bootlegs:
- Mayhem/Morbid: A Tribute to the Black Emperors